# Кърнов
Кърнов (на чешки: Krnov; на полски: Karniów, Krnów, Карньов; на немски: Krnov, Jägerndorf, Ягерндорф; на латински: Carnovia, Карновия) е град и община в Чехия, Моравско-силезки край, окръг Брунтал. Според Чешката статистическа служба през 2015 г. общината има 24 175 жители.
Основан е през 1221 г. и от 1377 до 1523 г. е център на графство със същото име.

## Побратимени градове
- Глубчице, Полша
- Минск Мазовецки, Полша
- Надвирна, Украйна
- Пефки, Гърция
- Прудник, Полша
- Раец, Словакия
- Телшяй, Литва
- Юкон, САЩ